# Jijiga
Jijiga   este un oraș  în  partea de est a  Etiopiei,  centru administrativ al statului  Somali.